# 岡部長備
岡部 長備（おかべ ながとも）は、江戸時代中期から後期にかけての大名。和泉国岸和田藩8代藩主。官位は従五位下美濃守。岸和田藩岡部家9代。

## 略歴
7代藩主・岡部長修の長男として岸和田にて誕生。幼名は富三郎。
安永5年（1776年）5月に世子となり、同年8月18日に父の隠居で跡を継いだ。しかし、天明の大飢饉などによる天災などで藩内を凶作が襲いかかり、それによって天明2年（1782年）8月には藩内の各所で強訴が起こった。天明7年（1787年）、老中として権勢を振るっていた田沼意次が失脚したことにより、遠江国相良城の破却を務めている。享和3年（1803年）11月5日、早世した長男の長周の後を追うように死去し、家督は次男の長慎が継いだ。墓所は東京都新宿区榎町の済松寺。

## 系譜
- 父：岡部長修（1746-1796）
- 母：不詳
- 正室：青山忠高の娘
  - 長男：岡部長周（1786-1803）
- 側室
  - 次男：岡部長慎（1787-1859）
- 生母不明の子女
  - 三男：岡部盛勝
  - 女子：牧子（堀直哉正室）
  - 女子：大田原光清婚約者 - 婚姻前に没
- 養子
  - 女子：栄香院 - 土井利義正室、岡部長住娘
  - 女子：渡辺則綱正室 - 岡部長住娘